# لینا کوستنکو
لینا کوستنکو (اوکراینی: Ліна Василівна Костенко؛ زادهٔ ۱۹ مارس ۱۹۳۰) شاعر، نویسنده، و نویسنده کودکان اهل اتحاد جماهیر شوروی سوسیالیستی است.